# Beda
Beda (en inglés antiguo, Bǣda, Bēda; c. 672-27 de mayo de 735), también conocido como san Beda el Venerable (en latín, Bēda Venerābilis), fue un monje benedictino nortumbrio del monasterio doble de San Pedro en Wearmouth (Sunderland) y de San Pablo en Jarrow (en el río Tyne), también conocido como Monkwearmouth-Jarrow. Nacido en tierras pertenecientes al monasterio doble —en la actual Tyne y Wear—, fue enviado a Monkwearmouth a la edad de siete años y luego recibió educación de San Benito Biscop y el abad Ceolfrido en Jarrow, quienes sobrevivieron en el 686 a una peste que azotó el lugar y mató a la mayoría de la población. Aunque pasó la mayor parte de su vida en el monasterio, viajó a varias abadías y comunidades eclesiásticas en las islas británicas, como en su visita al arzobispo de York y al rey Ceolwulf de Northumbría.
Escritor, maestro —uno de sus alumnos fue Alcuino de York— y erudito, su obra más famosa, Historia eclesiástica del pueblo inglés (Historia ecclesiastica gentis Anglorum), le valió el título de «Padre de la Historia inglesa». Sus escritos ecuménicos eran extensos e incluían una serie de comentarios bíblicos y otras obras teológicas de erudición exegética. Otra de sus áreas de estudio fue la disciplina académica del computus, conocida por sus contemporáneos como la ciencia del cálculo de las festividades del calendario. Una de las fechas más importantes que intentó calcular fue la Pascua, un esfuerzo envuelto en controversia. También ayudó a establecer la práctica de datar desde el nacimiento del Cristo (Anno Domini, «en el año de nuestro Señor»), costumbre que finalmente arraigó en la Europa medieval. Fue uno de los grandes maestros y escritores de la Alta Edad Media y muchos historiadores lo consideran el erudito más importante de la antigüedad, en el período comprendido entre la muerte del papa Gregorio I en el 604 y la coronación de Carlomagno en 800.
En 1899, León XIII lo declaró doctor de la Iglesia. Es el único nativo de Gran Bretaña en lograr tal designación; Anselmo de Canterbury, también doctor de la Iglesia, era originario de Italia. Beda fue además un hábil lingüista y traductor, y su trabajo hizo que los textos en latín y griego de los primeros padres de la Iglesia fueran mucho más accesibles para sus colegas anglosajones, lo que contribuyó significativamente al cristianismo inglés. El monasterio de Beda tenía acceso a una extensa biblioteca que incluía obras de Eusebio de Cesarea, Paulo Orosio y muchos otros.

## Biografía

### Primeros años

Opera Bedae Venerabilis (1563).

Casi todo lo que se sabe de su vida está contenido en el último capítulo de su Historia eclesiástica del pueblo inglés (Historia ecclesiastica gentis Anglorum), una narración sobre la Iglesia católica en Inglaterra, completada aproximadamente en el 731; indicó en la obra que tenía cincuenta y nueve años en ese momento, lo que da una fecha de nacimiento en el 672 o el 673. Una fuente menor de información es la carta de su discípulo Cutberto —no confundirlo con el santo de mismo nombre, que se menciona en la obra—, que relata la muerte de su maestro. En la Historia eclesiástica, su autor escribió que su lugar de nacimiento fue «en las tierras de este monasterio», refiriéndose a los monasterios hermanados de Monkwearmouth y Jarrow, en los modernos Wearside y Tyneside, respectivamente. También existe la leyenda de que nació en Monkton, a 3 km del sitio donde más tarde se construyó el monasterio en Jarrow. No escribió nada de sus orígenes, pero sus conexiones con individuos de ascendencia noble sugieren que su propia familia era acomodada. Su primer abad fue Benito Biscop; los nombres «Biscop» y «Beda» aparecen en una lista real de los monarcas de Lindsey de alrededor del 800, lo que sugiere que provenía de una familia noble.
Su nombre proviene del sajón occidental Bīeda (en nortumbrio Bǣda; en ánglico Bēda). Es un nombre corto anglosajón formado de la raíz verbal bēodan «ordenar, mandar». También se menciona en la Crónica anglosajona, sin indicar el año 501, como «Bieda», uno de los hijos del fundador sajón de Portsmouth. El Liber Vitae de la catedral de Durham nombra a dos curas con este nombre y fue presumiblemente uno de ellos. Algunos manuscritos de Vida de Cutberto, una de las obras de Beda, mencionan que el propio sacerdote Cutberto se llamaba Beda; es posible que este sea el otro que figura en el Liber Vitae.
A la edad de siete años, fue enviado por su familia al monasterio de Monkwearmouth como un puer oblatus para ser educado por Benito Biscop y luego por Ceolfrido. Era bastante común en la Irlanda de esa época que los niños pequeños, particularmente los de noble cuna, fueran criados como oblatos; también era probable que la práctica fuese común entre los pueblos germánicos en Inglaterra. El monasterio hermano de Monkwearmouth en Jarrow fue fundado por Ceolfrido en el 682, probablemente se transfirió allí con su abad ese año. La primera piedra para la dedicación de la iglesia sigue en su sitio y está fechada el 23 de abril del 685; como probablemente ayudaba con las tareas domésticas en su vida cotidiana, es posible que Beda también participó en la construcción de la iglesia original. En el 686, estalló la peste en Jarrow. Vida de Ceolfrido, escrita alrededor del 710, registra que solo quedaron dos monjes para cantar los oficios completos; uno era Ceolfrido y el otro un niño que había sido educado por él, según el autor anónimo. Ambos oficiaron la liturgia hasta entrenar a los monjes suficientes. Se conjetura que el joven era Beda, que habría tenido unos catorce años.

### Vida monacal
A los diecisiete años, Adomnán, abad de Iona, visitó Monkwearmouth y Jarrow. Probablemente se habrían conocido durante esta visita y el joven haya despertado el interés del abad durante la controversia sobre la fecha correcta para la Pascua. Alrededor del 692, a los diecinueve años, fue ordenado diácono por Juan, su obispo diocesano, también obispo de Hexham. La edad canónica para la ordenación de un diácono era de veinticinco años; la ordenación temprana podría significar que sus habilidades se consideraban excepcionales, pero también es posible que se ignoró el requisito de edad mínima. Pudo haber recibido órdenes menores a las de diácono, pero no hay registro de si ocupó alguno de estos grados. A los treinta años, alrededor del 702, fue ordenado sacerdote, con la ceremonia realizada nuevamente por el obispo Juan.
Alrededor del 701 estaba redactando sus primeros trabajos, De arte metrica y De schematibus et tropis; ambos estaban destinados a usarse en la enseñanza. Continuó escribiendo durante el resto de su vida y completó más de sesenta libros, la mayoría de los cuales han sobrevivido. No todas su producción puede fecharse fácilmente y pudo haber trabajado en algunos textos durante un período de muchos años. Su última obra sobreviviente es una carta a Egberto de York, un exalumno, escrita en el 734. Se cree que pudo haber usado un manuscrito griego y latino del siglo VI de Hechos de los Apóstoles, conocido como el Codex Laudianus; ahora se encuentra en la Biblioteca Bodleiana de la Universidad de Oxford. También pudo haber trabajado en algunas de las Biblias latinas que se copiaron en Jarrow, una de las cuales, el Codex Amiatinus, actualmente está en manos de la Biblioteca Laurenciana en Florencia. Maestro y escritor, era apasionado de la música, se decía que era un gran cantante y recitador de poesía en lengua vernácula. Es posible que haya sufrido un impedimento del habla, pero esto depende de una frase en la introducción de su obra Vida de Cutberto. Las traducciones de esta línea difieren y no está claro si tenía la intención de decir que estaba curado de un problema de habla o simplemente que estaba fascinado por las obras del santo.

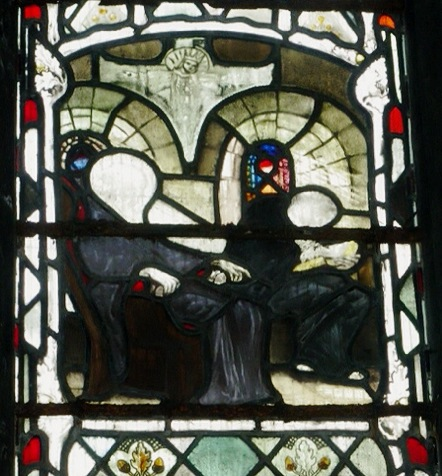
Vitrales de la catedral de Gloucester representándolo en el dictado a un escriba.

En el 708, algunos monjes en Hexham lo acusaron de haber cometido herejía en su trabajo De temporibus. La visión teológica convencional de la historia mundial en ese momento se conocía como las «seis edades del mundo» (sex aetates mundi); en su libro, calculó la edad del mundo por su cuenta, en lugar de aceptar lo ya fijado por Isidoro de Sevilla, llegando a la conclusión de que Cristo había nacido 3952 años después de la creación del mundo, en lugar de 5000 años, cuenta que comúnmente era aceptada por los teólogos. La acusación se presentó ante al obispo de Hexham, Wilfredo, quien estuvo presente en una fiesta donde algunos monjes borrachos dieron la denuncia. Wilfredo no respondió inmediatamente, pero un monje comentó el episodio a Beda, quien le respondió unos días después en una carta en la que hacía su defensa y pidió que leyera este mensaje al obispo. Beda había tenido otro roce con Wilfredo, ya que dijo haberlo conoció en algún momento entre el 706 y el 709 y discutió sobre Eteldreda, abadesa de Ely. Wilfredo había estado presente en la exhumación de su cuerpo en el 695 y Beda le preguntó sobre las condiciones exactas del cuerpo y le pidió más detalles de su vida, ya que el obispo había sido tutor de Eteldreda.
En el 733, viajó a York para visitar a Egberto, entonces obispo de York. La sede episcopal de York fue elevada a arzobispado en 735 y es probable que Beda y Egberto hayan discutido la propuesta de elevación durante su visita. Esperaba visitar nuevamente en 734, pero estaba demasiado enfermo para hacer el viaje. También se dirigió al monasterio de Lindisfarne y en algún momento arribó al convento, no identificado, de un monje llamado Wicthed, una visita que se menciona en una carta a ese cenobita. Debido a su amplia correspondencia con otros monjes en todo el archipiélago británico y debido a que muchos de los mensajes implican que había conocido a sus corresponsales, es probable que haya viajado a esos lugares, aunque no se puede precisar el momento o las ubicaciones. Sin embargo, aparentemente no visitó Roma, ya que no mencionó la ciudad en el capítulo autobiográfico de su Historia eclesiástica. Se sabe que lo visitó Nothhelm, un amigo por correspondencia que lo ayudó a encontrar documentos en Roma, aunque la fecha no se puede determinar más allá del hecho de que fue después de un viaje de este amigo a esa ciudad. Excepto por unas cuantas visitas a otros monasterios, su vida la pasó en ronda de oración, observancia de la disciplina monástica y estudio de las Sagradas Escrituras. Era considerado el hombre más erudito de su tiempo y escribió varios libros bíblicos e históricos.

### Muerte

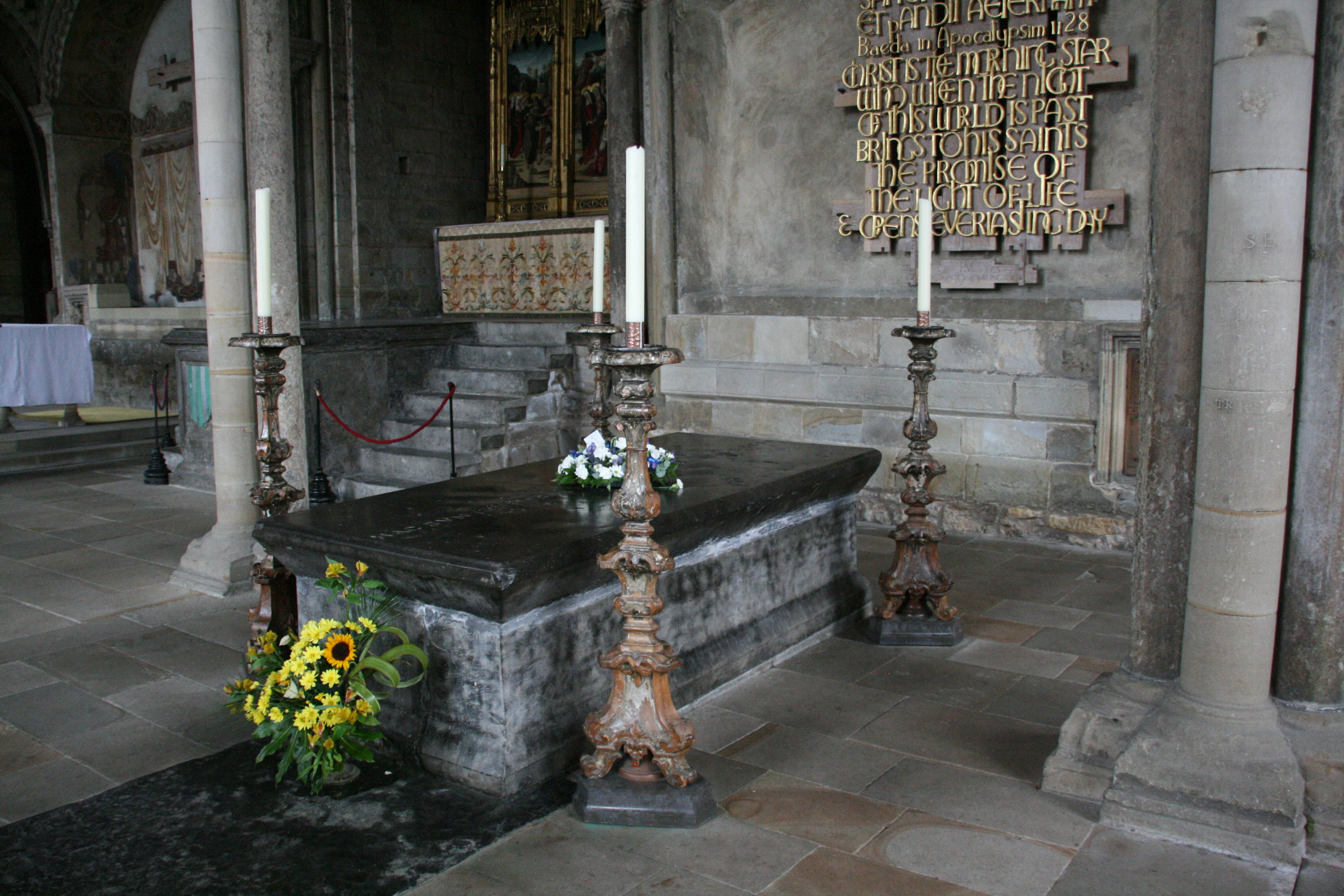
Tumba en la capilla Galilea en el extremo oeste de la catedral de Durham.

Murió en la fiesta de la Ascensión, el jueves 26 de mayo del 735, en el piso de su celda, cantando «Gloria al Padre, al Hijo y al Espíritu Santo» (Glory be to the Father and to the Son and to the Holy Spirit), y fue enterrado en Jarrow. Cutberto, uno de sus discípulos, escribió una carta a un tal Cuthwin, del cual no se sabe nada más, en la que relata los últimos días de su maestro y su fallecimiento. Según la misiva, Beda cayó enfermo, «con frecuentes ataques de dificultad al respirar pero casi sin dolor», antes de Pascua. El martes, dos días antes de la muerte, su respiración empeoró y sus pies se hincharon. No obstante, continuó dictando a un escriba y, aunque pasó la noche despierto en oración, retomó esa tarea al día siguiente. A las tres en punto, según Cutberto, pidió que trajeran una caja suya y la distribuyera entre los sacerdotes del monasterio «algunos [de sus] tesoros»: «algo de pimienta, servilletas y un poco de incienso». Esa noche dictó una oración final al escriba, un niño llamado Wilberht, y murió poco después. El testimonio de Cutberto no deja completamente claro si Beda falleció antes de la medianoche o después. Sin embargo, de acuerdo a sus propios cálculos de tiempo, la transición al nuevo ocurría al atardecer, no a la medianoche, y Cutberto tenía claro que murió después del atardecer. Así, aunque su caja fue traída a las tres de la tarde del miércoles 25 de mayo, en el momento del dictado final, podría considerarse ya el día 26, en ese sentido eclesiástico, aunque era el 25 de mayo en el ámbito terrenal.
La carta de Cutberto también relata un poema de cinco líneas en vernáculo que su maestro compuso en su lecho de muerte, conocido como «Canción de muerte de Beda» (Bede's death song). Es el poema en inglés antiguo más copiado y aparece en cuarenta y cinco manuscritos, pero su atribución no es segura: no todos los manuscritos lo nombran como autor y los que lo hacen son de origen posterior a los que no. Sus restos pudieron haber sido transferidos a la catedral de Durham en el siglo XI; allí su tumba fue saqueada en 1541, pero el contenido probablemente fue enterrado nuevamente en la capilla Galilea en la catedral.
Otra rareza en sus escritos es que en una de sus obras, el Comentario sobre las siete epístolas católicas (Commentary on the Seven Catholic Epistles), la redacción da la impresión de que estuvo casado. El pasaje en cuestión es el único en ese libro que está escrito en primera persona: «Las plegarias se ven obstaculizadas por el deber conyugal, porque con tanta frecuencia como hago lo que es debido a mi esposa no soy capaz de orar» (Prayers are hindered by the conjugal duty because as often as I perform what is due to my wife I am not able to pray). Otra frase, en el Comentario sobre Lucas (Commentary on Luke), también menciona a una mujer en primera persona: «Antes poseía una esposa en la lujuriosa pasión del deseo y ahora la poseo en la santificación honorable y el amor verdadero de Cristo» (Formerly I possessed a wife in the lustful passion of desire and now I possess her in honourable sanctification and true love of Christ). La religiosa e historiadora Benedicta Ward argumentó que en estos pasajes el autor empleó una figura retórica.

## Obra
Entre algunas de las cosas que escribió fue sobre ciencia, historia y teología, abarcando desde la música y la métrica hasta comentarios exegéticos de las Escrituras. Conocía la literatura patrística, así como a Plinio el Viejo, Virgilio, Lucrecio, Ovidio, Horacio y otros escritores clásicos. Sabía algo de griego. Sus comentarios bíblicos emplearon el método alegórico de interpretación y su Historia eclesiástica incluye relatos de milagros, que para los historiadores modernos, parecen estar en desacuerdo con su enfoque crítico de las fuentes de su obra. Los estudios modernos han demostrado el rol clave que tales conceptos desempeñaron en la visión del mundo de los eruditos medievales tempranos. Dedicó un trabajo sobre el Apocalipsis y el De temporum ratione a Hwaetbert, sucesor de Ceolfrido en la abadía.
Aunque en la actualidad es identificado principalmente como un historiador, en su tiempo sus obras sobre gramática, cronología y estudios bíblicos fueron tan importantes como sus trabajos históricos y hagiográficos. Las obras no históricas contribuyeron en gran medida al Renacimiento carolingio. Se le atribuye la escritura de un penitencial, llamado Paenitentiale Bedae, aunque se cuestiona su autoría sobre este libro.

### Historia ecclesiastica gentis Anglorum

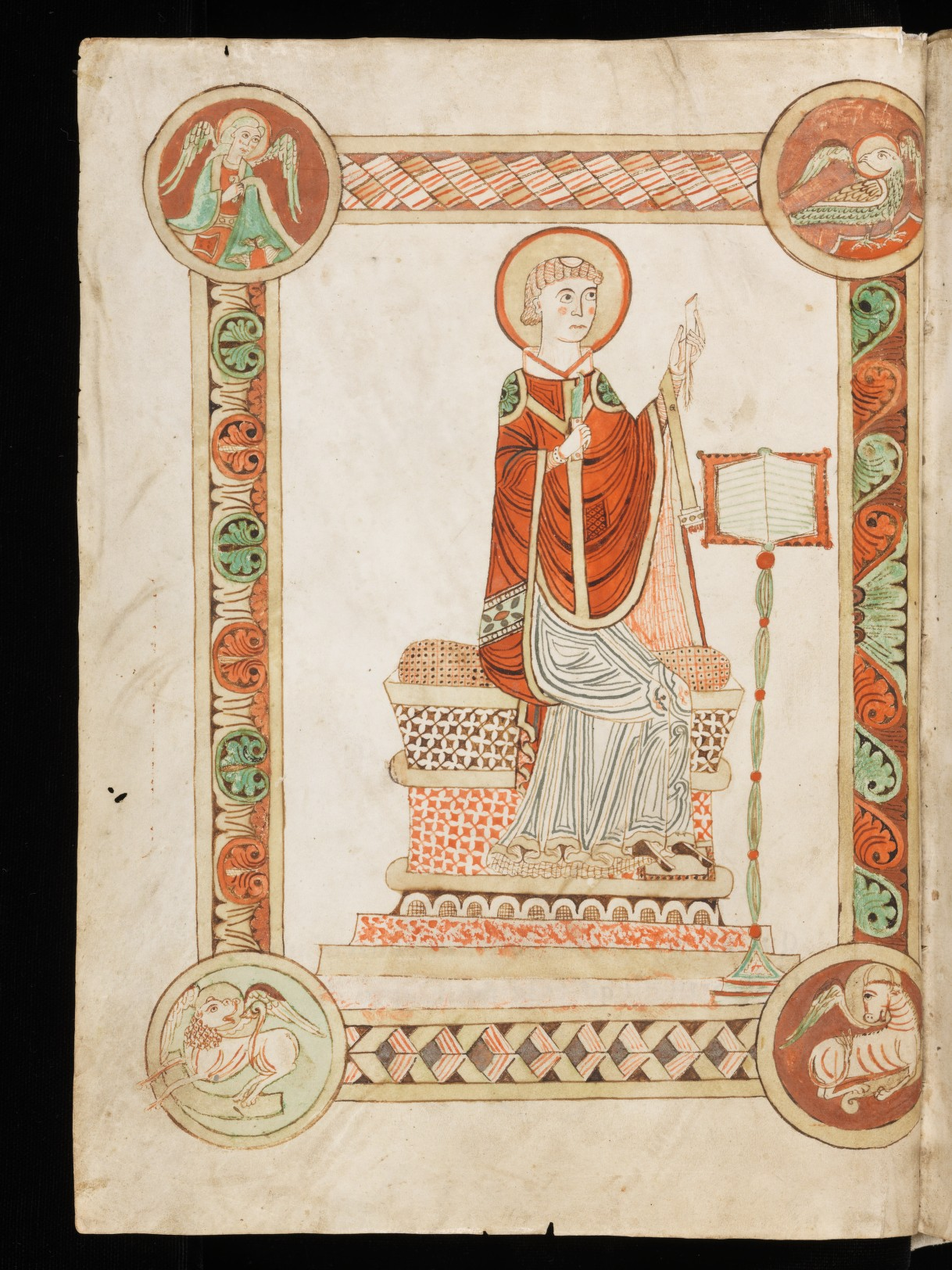
Beda escribiendo la Historia eclesiástica del pueblo inglés, ilustración de un códice en la abadía de Engelberg en Suiza.

Su obra más conocida es la Historia eclesiástica del pueblo inglés (Historia ecclesiastica gentis Anglorum), completada alrededor del 731. Fue asistido en la redacción por Albino, abad de San Agustín en Canterbury. El primero de los cinco libros comienza con algunos antecedentes geográficos y luego esboza la historia de Inglaterra, iniciando con las invasiones romanas de Julio César en el 55 a. C. Un breve relato del cristianismo en la Britania romana, que incluye el martirio de Albano, le sigue la historia de la misión gregoriana de Agustín de Canterbury a Inglaterra en 597, que predicó esa religión monoteísta a los anglosajones. El segundo volumen parte con la muerte del papa Gregorio I en el 604 y sigue el progreso del cristianismo en Kent y los primeros intentos de evangelizar Northumbria, que terminaron en desastre cuando Penda, rey pagano de Mercia, mató al recién convertido Edwino de Northumbria en la batalla de Hatfield Chase, alrededor del 632. El percance fue temporal; el tercer libro relata el crecimiento del cristianismo en Northumbria bajo los reyes Oswaldo y Oswiu. El clímax de este tomo es el relato del sínodo de Whitby, visto tradicionalmente como un importante punto de inflexión en la historia de Inglaterra. El cuarto libro comienza con la consagración de Teodoro como arzobispo de Canterbury y relata los esfuerzos de Wilfredo en llevar el cristianismo al Reino de Sussex. El quinto volumen trae la historia hasta los días de Beda e incluye un relato de la obra misionera en Frisia y del conflicto con la Iglesia britana sobre el correcto cómputo de la Pascua. El autor escribió un prefacio su obra, en el que se la dedicó a Ceolwulf, rey de Northumbria. La introducción menciona que Ceolwulf recibió un borrador del libro; presumiblemente, sabía suficiente latín para entenderlo e incluso pudo haberlo leído todo. El prefacio deja en claro que Ceolwulf había solicitado una copia y que Beda había pedido su aprobación; esta correspondencia con el rey indica que el monasterio de Beda tenía conexiones con la nobleza de Northumbria.

#### Modelos y estilo

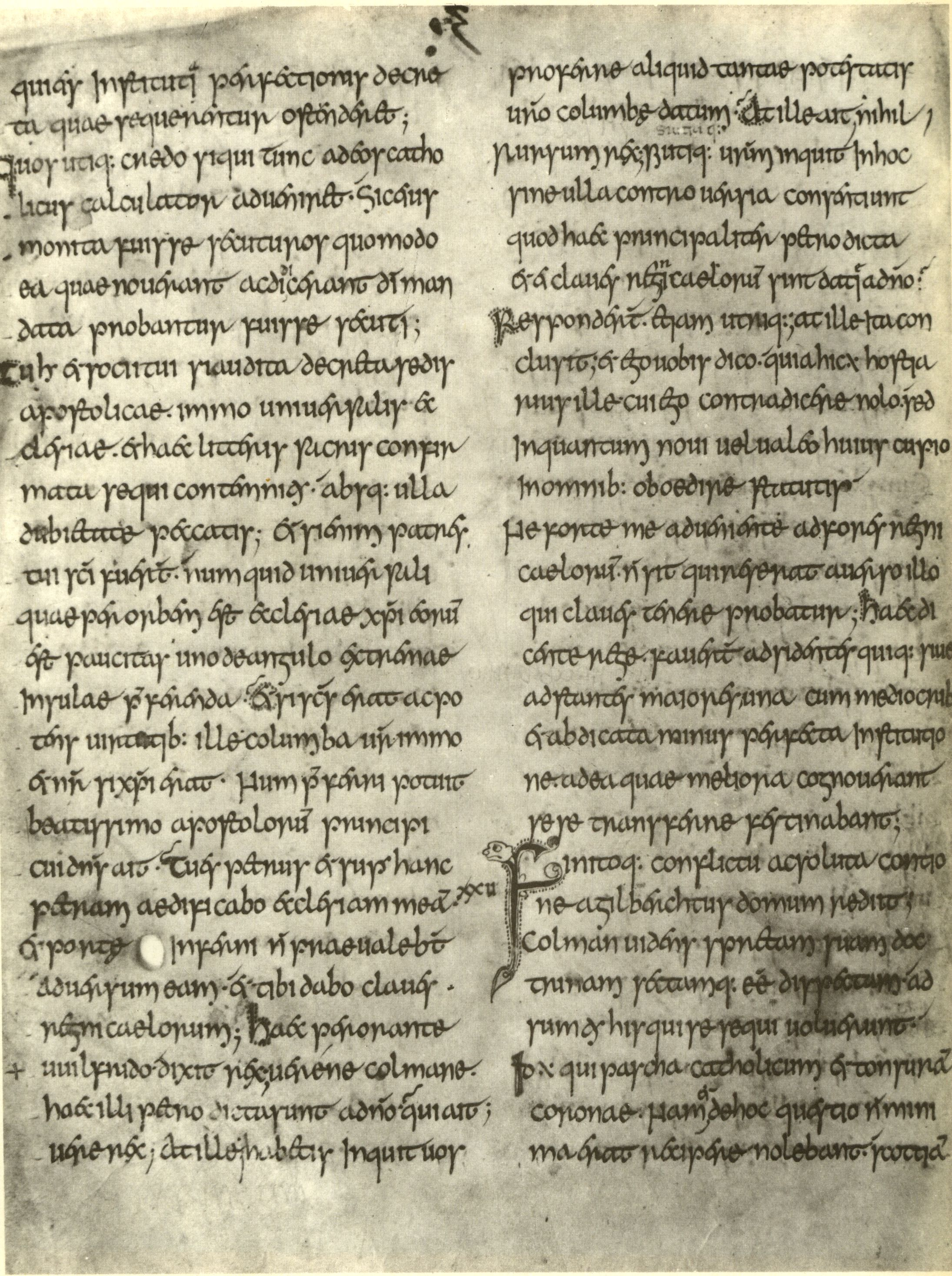
Copia de la Historia eclesiástica en un manuscrito de finales del en la Biblioteca Británica.

Los modelos estilísticos incluyeron algunos de los autores de cuyas obras se extrajo el material para las primeras partes de la Historia eclesiástica. Su introducción imita la obra de Paulo Orosio y el título es una reminiscencia de la Historia eclesiástica de Eusebio. También se siguió a este último al tomar los Hechos de los Apóstoles como modelo para el trabajo general: como Eusebio usó los Hechos como tema para su descripción del desarrollo de la Iglesia, Beda lo convirtió en el modelo para su Historia de la Iglesia anglosajona. Beda citó extensamente sus fuentes en la narrativa, como lo había hecho Eusebio. También parece haber tomado algunos pasajes directamente de su correspondencia. Por ejemplo, casi siempre usa los términos Australes y Occidentales para referirse los sajones del sur y el oeste, respectivamente, pero en un línea del primer libro usa Meridiani y Occidui, como quizás lo había hecho su informante. Al final de la obra, agregó una breve nota autobiográfica, inspirado por la Historia Francorum de Gregorio de Tours.
Su trabajo previo como hagiógrafo y su atención detallada a las citas fueron útiles para la labor de escribir la Historia eclesiástica. Su interés en el computus, el cálculo de la fecha de la Pascua, también era conveniente en el relato que dio sobre la controversia dentro la iglesia nativa sobre el método correcto para obtener esas fechas.
Beda fue descrito por el historiador Michael Lapidge como, «sin duda, el latinista más productivo nacido en estas islas en el período anglosajón». Su latín ha sido elogiado por su claridad, aunque su estilo en la Historia eclesiástica no es simple. Conocía de retórica y muchas veces usaba figuras y modalidades que no se pueden reproducir fácilmente en la traducción, debido a las connotaciones de las palabras latinas. No obstante, a diferencia de contemporáneos como Aldhelmo, cuyo latín es muy intrincado, su texto es fácil de leer. En palabras de Charles Plummer, uno de los editores más conocidos de la Historia eclesiástica, el latín de Beda es «claro y límpido [...] rara vez tenemos que hacer una pausa para pensar en el significado de una frase [...] Alcuino elogió correctamente a Beda por su estilo sin fingimientos».

#### Propósito
La intención principal del autor era mostrar el crecimiento de la iglesia unida en toda Inglaterra. Los britanos nativos, cuya iglesia cristiana sobrevivió a la partida de los romanos, se ganaron la ira de Beda por negarse a ayudar a convertir a los sajones; al final de la Historia eclesiástica, los ingleses y su Iglesia son dominantes sobre los britanos. Este objetivo, de mostrar el movimiento hacia la unidad, explica la animosidad del autor hacia el método britano del cómputo de la Pascua: gran parte de la Historia eclesiástica está dedicada a un relato de la disputa, como la resolución final en el sínodo de Whitby en 664. También estuvo preocupado por mostrar la unidad de los ingleses, a pesar de los reinos dispares que aún existían cuando estaba escribiendo. También quería instruir al lector con ejemplos espirituales y entretener; para esto último agregó historias sobre muchos de los lugares y personas sobre las que escribió.
N. J. Higham argumentó que el autor había diseñado su trabajo con el fin de promover su agenda de reformas a Ceolwulf, rey de Northumbria. Beda dibujó una imagen muy optimista de la situación en la Iglesia, a diferencia de la más pesimista que se encuentra en sus cartas privadas. El uso extensivo de milagros podía resultar difícil para los lectores que lo consideraban un historiador más o menos confiable, pero no acogían la posibilidad de milagros. Sin embargo, la coexistencia de hechos y milagros reflejaba para el autor una integridad inseparable y un respeto por la precisión y la verdad, expresados en términos de eventos históricos y de una tradición de fe cristiana que continúa hasta la actualidad. Al igual que Gregorio I, a quien citó sobre este tema en la Historia eclesiástica, sentía que la fe provocada por los milagros era un trampolín hacia una más alta y verdadera y que, como resultado, tenían su lugar en una obra diseñada para instruir.

#### Omisiones y sesgos
El autor era algo reticente sobre la carrera de Wilfredo, un clérigo contemporáneo y uno de los más destacados de su época. Esto pudo deberse al estilo de vida opulento de Wilfredo, que no era del agrado para la mente monástica de Beda; también pudo ser que los eventos de la vida de Wilfredo, divisivos y controvertidos, simplemente no encajaban con el contexto de la progresión a una iglesia unificada y armoniosa.
El relato sobre las primeras migraciones de anglos y sajones a Inglaterra omite cualquier mención de un movimiento de esos pueblos a través del canal de la Mancha desde Bretaña, descrito por Procopio, que lo había documentado ya en el siglo VI. El historiador Frank Stenton describió esta omisión como «el disgusto de un erudito por lo indefinido»; el material tradicional que no podía ser fechado o usado para sus propósitos didácticos no tenía interés para Beda.
Su trabajo contaba con un sesgo local por su condición de nortumbrio. Las fuentes a las que tuvo acceso le dieron menos información sobre el oeste de Inglaterra que en otras áreas. Documentó relativamente poco sobre los logros de Mercia y Wessex: por ejemplo, omitió cualquier mención de Bonifacio, un misionero sajón occidental en el continente con cierto renombre y de quien Beda casi seguramente hubiese escuchado hablar; por otro lado, en la Historia eclesiástica describió a los misioneros de Northumbria en el continente. También era parsimonioso en sus elogios a Aldhelmo, un sajón occidental que había trabajado mucho por convertir a los britanos nativos a la forma romana del cristianismo. Registró siete reyes anglosajones a quienes consideraba habían tenido imperium o señorío; solo aparece un rey de Wessex, Ceawlin, y no hay ninguno de Mercia, aunque en otras partes reconoce el poder secular que tenían varios de los mercios. El historiador Robin Fleming afirmó que, a raíz de que Northumbria había perdido su poderío por los mercios, Beda fue tan hostil con ellos no consultó a ningún informante de Mercia y no incluyó relatos sobre sus santos.
La Historia eclesiástica relata la misión gregoriana de Roma y cuenta cómo el clero britano se negó a cooperar con Agustín de Canterbury en la conversión de los anglosajones. Así como la evaluación negativa de Gildas sobre la Iglesia britana en el período de las invasiones anglosajonas, la visión de Beda sobre este evento de la iglesia nativa fue muy crítica, pero ignoró el hecho de que, en el momento de la misión gregoriana, la historia entre los ambos pueblos era de guerra y conquista, lo que, en palabras de Barbara Yorke, naturalmente habría «frenado cualquier impulso misionero del clero britano hacia los anglosajones».

#### Uso delAnno Domini
Al momento de escribir la Historia eclesiástica, había dos formas comunes de referirse a las fechas. Una era usar indicciones, que eran ciclos de quince años, contando desde el 312 d. C. Existían tres variedades diferentes de indicción, y cada una comenzaba en un día diferente del año. Otro método consistía en usar años de reinado: el emperador romano reinante, por ejemplo, o el gobernante de cualquier reino al que se estuviera aludiendo. Esto significaba que, al describir los conflictos entre reinos, la fecha tendría que emplear los años de reinado de todos los monarcas involucrados. Beda usó ambos métodos en algunas ocasiones, pero adoptó un tercer sistema como su enfoque principal hacia las citas: el método Anno Domini, inventado por Dionisio el Exiguo. Aunque no lo inventó, su adopción y su promulgación en De temporum ratione, sobre cronología, es la razón principal por la que ahora se usa tan extensamente. Su tabla pascual, contenida en De temporum ratione, se desarrolló a partir de la que usó Dionisio.

#### Valoración
El libro fue muy copiado en la Edad Media y sobreviven unos ciento sesenta manuscritos que lo contienen. Aproximadamente la mitad de estos están en el continente europeo, en lugar de las islas británicas. La mayoría de los textos de los siglos VIII y IX provienen de las regiones septentrionales del Imperio carolingio. Este grupo no incluye manuscritos con una parte de la obra, de los que sobreviven otros cien. Fue impreso por primera vez entre 1474 y 1482, probablemente en Estrasburgo. Los historiadores modernos han estudiado extensamente la Historia eclesiástica y se han producido varias ediciones. Durante muchos años, para estudiar la historia anglosajona temprana era esencial consultar este libro, pero los estudios recientes se han centrado tanto en lo que Beda no escribió como en lo que hizo. La creencia de que la Historia eclesiástica fue la culminación de su obra literaria, el objetivo de toda su erudición, era muy común entre los historiadores del pasado, pero la mayoría de los eruditos ya no la aceptan.
Los historiadores y editores modernos han destacado su labor para obra histórica. Stenton la consideró una de las «pequeñas clases de libros que trascienden todas las condiciones de tiempo y lugar, excepto las más fundamentales» y que su calidad depende del «asombroso poder de Beda de coordinar los fragmentos de información que le llegaron a través de la tradición, la relación de amigos o la evidencia documental [...] En una época en la que se intentó poco más allá del registro de los hechos, había llegado a la concepción de Historia». Patrick Wormald calificó a su autor como «el primero y más grande de los historiadores de Inglaterra».
La Historia eclesiástica le dio a su autor una gran reputación, pero sus intereses eran diferentes de las de un escritor moderno de historia. Su enfoque en la crónica de la organización de la Iglesia inglesa, en las herejías y los esfuerzos realizados para erradicarlas, lo llevaron a excluir la historia secular de reyes y reinos, excepto donde se podía extraer una lección moral o donde favorecieron acciones en la Iglesia. Además de la Crónica anglosajona, los escritores medievales Guillermo de Malmesbury, Enrique de Huntingdon y Godofredo de Monmouth utilizaron sus obras como fuentes e inspiración. Los primeros escritores modernos, como Polidoro Virgilio y Matthew Parker, arzobispo isabelino de Canterbury, también utilizaron la Historia eclesiástica; las obras de Beda eran empleadas tanto por protestantes como por católicos en las guerras de religión.
Algunos historiadores han cuestionado la fiabilidad de cientos relatos. Charlotte Behr indicó que el historia de la llegada de los invasores germánicos a Kent no debería considerarse para narrar lo que realmente sucedió, sino que cuanta mitos que estaban vigentes en Kent en la época del autor. Es probable que este trabajo, debido a que fue tan copiado, desanimó a otros de crear sus propias obras históricas e incluso pudo haber llevado a la desaparición de manuscritos que contenían relatos más antiguos.

### Otros trabajos históricos

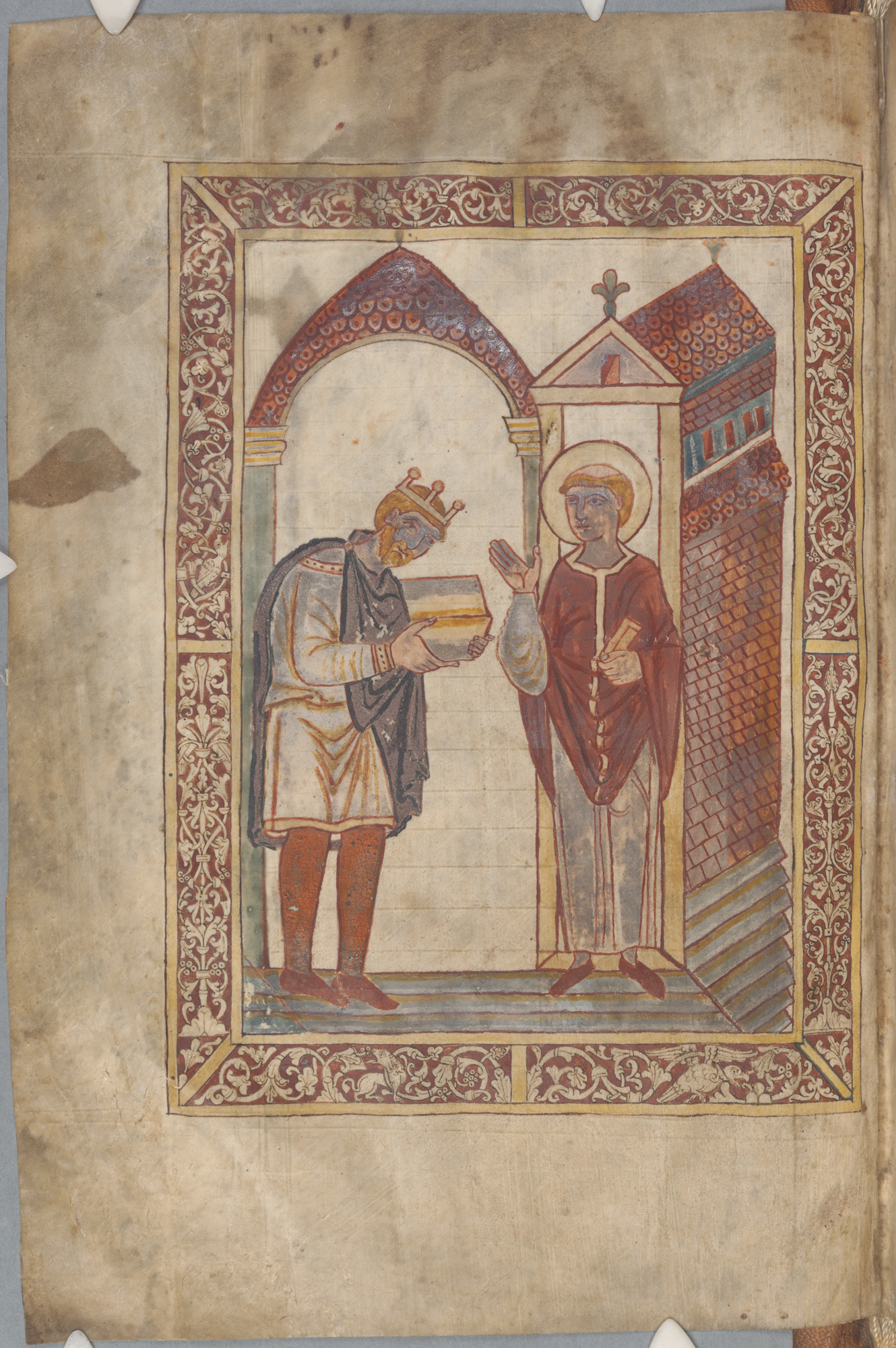
Folio de una copia de la Vida de Cutberto, que muestra al rey Athelstan presentando la obra al santo. Este manuscrito fue entregado al santuario de Cutberto en 934.

Escribió la Gran crónica (Chronica maiora) en el capítulo 66 de De temporum ratione (725), que a veces circulaba como una obra separada. Para acontecimientos recientes, la Gran Crónica, como la Historia eclesiástica, se basó en Gildas, en una versión de la reciente Liber Pontificalis —actualizada hasta el papado de Sergio I— y otras fuentes. Para eventos anteriores, recurrió a Cánones cronológicos, la segunda parte de la Crónica de Eusebio. La datación de eventos en la Gran Crónica es inconsistente con sus otros trabajos, pues usaba la era de la Creación, el Anno Mundi.
Sus otras obras históricas incluyeron biografías de los abades de Wearmouth y Jarrow, así como versos y prosa de Cutberto de Lindisfarne, una adaptación de la Vida de san Félix de Paulino de Nola y una traducción del griego de la Pasión de san Anastasio. También creó una lista de santos, la Martirología.

### Libros teológicos
En su propio tiempo también era conocido por sus comentarios bíblicos y obras exegéticas y teológicas. La mayoría de sus escritos eran de este tipo y abarcaban el Antiguo y el Nuevo Testamento. La mayoría sobrevivió a la Edad Media, pero unos pocos se perdieron. Fue por sus escritos teológicos que obtuvo el título de Doctor Anglorum y la razón por la que fue declarado santo.
Sintetizó y transmitió la enseñanza de sus predecesores e hizo innovaciones cuidadosas y juiciosas del conocimiento, como recalcular la edad de la tierra —motivo por el que fue censurado antes de enfrentar acusaciones de herejía, hasta que el arzobispo James Ussher defendió sus puntos de vista en el xvi—, que tuvieron implicaciones teológicas. Para hacer esto, estudió griego e intentó aprender hebreo. Pasó tiempo leyendo y escudriñando tanto el Antiguo como el Nuevo Testamento. Mencionó que había empezado con un texto de la Vulgata de Jerónimo, que se basaba en el texto hebreo. También estudió a los padres latinos y griegos de la Iglesia. En la biblioteca monástica de Jarrow había numerosos libros de teólogos, como obras de Basilio, Juan Casiano, Juan Crisóstomo, Isidoro de Sevilla, Orígenes, Gregorio Nacianceno, Agustín de Hipona, Jerónimo, el papa Gregorio I, Ambrosio de Milán, Casiodoro y Cipriano, utilizadas a la par de los propios textos bíblicos para escribir sus comentarios y otras obras teológicas. Tenía una traducción al latín por Evagrio de la Vida de Antonio de Atanasio y una copia de la Vida de san Martín de Sulpicio Severo. También utilizó escritores menos conocidos, como Fulgencio, Juliano de Eclana, Ticonio y Próspero de Aquitania. Beda fue el primero en referirse a Jerónimo, Agustín, Gregorio I y Ambrosio como los cuatro padres latinos de la Iglesia. Sus propios comentarios explican que su llamamiento era explicar a sus alumnos y lectores la teología y los pensamientos de los padres de la Iglesia. También escribió homilías para explicar la teología utilizada en los servicios de adoración. También sobre las principales estaciones cristianas como el Adviento, la Cuaresma o la Pascua, así como sobre otros temas como aniversarios de eventos significativos.
Sus obras teológicas de estos géneros circularon ampliamente en la Edad Media. Varios de sus comentarios bíblicos se incorporaron a la Glossa Ordinaria, una colección de comentarios bíblicos del siglo XI. Algunas de sus homilías fueron recopiladas por Pablo el Diácono y se utilizaron en este formato en el oficio monástica. Bonifacio utilizó esas homilías en sus esfuerzos misioneros en el continente.
También incluyó en algunos libros de teología un reconocimiento a los predecesores de cuyas obras se basó. En dos casos dejó instrucciones de que sus notas marginales, que daban detalles de sus fuentes, debían ser preservadas por el copista; también pudo haber agregado comentarios al margen sobre sus fuentes a otras de sus obras. En los casos donde no dejaba comentarios, aún era posible identificar los libros a los que habría tenido acceso mediante las citas textuales que usó. No se puede reconstruir un catálogo completo de la biblioteca disponible en el monasterio en ese tiempo, pero se puede afirmar, por ejemplo, que Beda estaba muy familiarizado con las obras de Virgilio. Hay poca evidencia de que tuvo acceso a cualquier otro de los escritores paganos latinos; citó a muchos de estos escritores, pero las menciones se encuentran casi en las gramáticas latinas que eran comunes en su día y que alguna de esas obras probablemente habría estado en el monasterio. Otra dificultad es que los manuscritos de los primeros escritores muchas veces estaban incompletos: es evidente que consultó a la Enciclopedia de Plinio, por ejemplo, pero parece que la versión que tenía le faltaba el tomo XVIII, ya que no lo citó en su De temporum ratione.
Entre sus obras teológicas están Comentario sobre la Revelación, Comentario sobre las epístolas católicas, Comentario sobre los Hechos, Reconsideración sobre los Libros de los Hechos, Sobre el Evangelio de Marcos, Sobre el Evangelio de Lucas y Homilías sobre los Evangelios. En el momento de su muerte estaba trabajando en una traducción del Evangelio de Juan al inglés, que la venía haciendo en los últimos cuarenta días de su vida. Cuando tradujo el último pasaje, dijo: «Todo está terminado». Entre las obras relacionadas con el Antiguo Testamento están Comentarios sobre Samuel, Comentarios sobre el Génesis, Comentarios sobre Esdras y Nehemías, Sobre el Templo, Sobre el Tabernáculo, Comentarios sobre Tobit, Comentarios sobre los Proverbios, comentarios sobre el Cantar de los Cantares, Comentarios sobre el cántico de Habacuc. Las obras sobre Esdras, el Tabernáculo y el Templo fueron muy influenciadas por los escritos de Gregorio I.

### Cronología histórica y astronómica
Sobre el tiempo (De temporibus), escrito alrededor del 703, proporciona una introducción a los principios del computus o cómputo eclesiástico. Se basó en partes de las Etimologías de Isidoro, incluyendo una cronología del mundo derivada de Eusebio, con algunas revisiones basadas en la Vulgata de Jerónimo. Alrededor del 723, escribió un trabajo más extenso sobre el mismo tema, De temporum ratione, muy influyente a lo largo de la Edad Media. También escribió varias cartas más cortas y ensayos discutiendo aspectos específicos del computus.
Sobre el recuento del tiempo (De temporum ratione) tiene una introducción dedicada a exponer la visión tradicional antigua y medieval del cosmos, además de una explicación de cómo la Tierra esférica influye en la longitud cambiante de la luz del día y cómo el movimiento estacional del Sol y la Luna altera la apariencia cambiante del plenilunio en el crepúsculo de la noche. También registró el efecto de la Luna en las mareas. El autor argumentó que la sincronización de las mareas dos veces al día está relacionada con la Luna y que el ciclo mensual lunar de las mareas de primavera y verano también está vinculado con la posición del satélite natural. Continuó señalando que las horas de las mareas varían a lo largo de la misma costa y que los movimientos del agua hacen que haya marea baja en un punto cuando hay marea alta en otro lugar. Como el foco de su libro era el computus, dio instrucciones para calcular la fecha de la Pascua a partir del día de plenilunio pascual, para determinar el movimiento del Sol y de la Luna a través del zodíaco, así como otras cuentas relacionadas con el calendario. Dio información sobre los meses del calendario anglosajón. Los códices de la tabla pascual de Beda generalmente se encuentran junto con una copia de su De temporum ratione. Esta tabla pascual abarca el intervalo 532-1063 d. C.; contiene un ciclo pascual de 532 años basado en un ciclo lunar métonico de diecinueve años, es decir, en el equivalente juliano de la variante del ciclo lunar del mismo período temporal de Teófilo, introducido por Aniano (c. 412), adoptado por el obispo Cirilo de Alejandría (c. 425) y preservado en la tabla pascual de Dionisio el Exiguo (c. 525).
Para fines calendáricos, hizo un nuevo cálculo de la edad del mundo desde la Creación, que él fechaba en 3952 a. C. Fue acusado de herejía ante el obispo Wilfrid por sus innovaciones en el cómputo de la edad del mundo, porque su cronología supuestamente era contraria a los cálculos aceptados. Una vez informado de las acusaciones de «estos rústicos lascivos», Beda las refutó en una carta a otro colega.
Además de estos trabajos sobre cronología astronómica, también escribió Sobre la naturaleza de las cosas (De natura rerum), basado parcialmente en el trabajo del mismo título de Isidoro. Sus obras eran tan influyentes que a fines del siglo IX Notkero Bálbulo, un monje de la abadía de San Galo en Suiza, escribió que «Dios, el organizador de la naturaleza, que elevó el Sol del este en el cuarto día de la Creación, en el sexto día del mundo hizo que Beda se alzase en el oeste como un nuevo sol para iluminar toda la Tierra».

### Obras educativas
Escribió algunos trabajos diseñados para ayudar a enseñar gramática en la escuela de la abadía. Uno de estos fue De arte metrica, una discusión sobre la composición en verso latino y basada en la obra de gramáticos anteriores, como De pedibus de Donato y De finalibus de Servio; además, utilizó ejemplos de poetas cristianos y Virgilio. Se convirtió en un texto de referencia para la enseñanza del verso latino durante los siguientes siglos. Beda dedicó este trabajo a Cutberto, aparentemente un estudiante, porque es llamado «hijo amado» en la dedicación: «He trabajado para educarte en cartas divinas y estatutos eclesiásticos». De orthographia es un trabajo sobre ortografía, diseñado para instruir a un lector medieval de latín con abreviaturas y palabras desconocidas de obras clásicas latinas. Aunque pudo servir como un libro de texto, parece haber sido ideado principalmente como un libro de referencia. La fecha de composición de estas dos obras es desconocida.
De schematibus et tropis sacrae scripturae trata sobre el uso de la retórica en la Biblia. El autor estaba familiarizado con escritores paganos como Virgilio, pero no consideró apropiado enseñar gramática bíblica a partir de dichos textos, por lo que defendió la superioridad de los manuscritos cristianos en la comprensión de la literatura cristiana. De manera similar, su texto sobre métrica usa únicamente poesía cristiana en los ejemplos.

### Poesía vernacular
Según su discípulo Cutberto, era doctus in nostris carminibus («docto en nuestras canciones»). No obstante, en la carta de Cutberto sobre su muerte, la Epistola Cuthberti de obitu Bedae, aparentemente da a entender que compuso un poema vernáculo de cinco líneas conocido por los eruditos modernos como el «Canción de muerte de Beda»:

And he used to repeat that sentence from St. Paul "It is a fearful thing to fall into the hands of the living God," and many other verses of Scripture, urging us thereby to awake from the slumber of the soul by thinking in good time of our last hour. And in our own language—for he was familiar with English poetry—speaking of the soul's dread departure from the body:
Fore ðæm nedfere nænig wiorðe

ðonc snottora ðon him ðearf siæ

to ymbhycgenne ær his hinionge

hwæt his gastæ godes oððe yfles

æfter deað dæge doemed wiorðe.
Y solía repetir esa frase de san Pablo “¡Temible cosa es caer en manos del Dios vivo!” y muchos otros versículos de la Escritura, instándonos así a despertar del sueño del alma al pensar en bien tiempo sobre nuestra última hora. Y en nuestro propia lengua, ya que estaba familiarizado con la poesía inglesa, hablando del miedo de la partida del alma del cuerpo:
Antes de emprender la despedida,

no hay sabiduría que pueda igualarse

a la de quien ha meditado en el bien o en el mal 

por el que su alma será juzgada después de la muerte.

Sin embargo, como señaló Opland, no está del todo claro que Cutberto esté atribuyendo este texto a su maestro: la mayoría de los manuscritos de Beda no usan verbos finitos —en la que hay un sujeto (expresado o implícito) y puede funcionar como la raíz de una cláusula independiente— para describir su presentación en la canción; además, el tema era relativamente común en la literatura anglosajona y anglolatina. Que Cutberto haya colocado en su descripción la interpretación del poema en inglés antiguo, en el contexto de una serie de pasajes citados de la Sagrada Escritura, podría tomarse como evidencia de que Beda simplemente también citaba textos vernáculos análogos. Por otro lado, la inclusión del poema en inglés antiguo en el manuscrito latino del discípulo, la observación de que Beda era «docto en nuestras canciones» y de que compuso un poema latino sobre el mismo tema apuntan a la posibilidad de que efectivamente escribió el poema en cuestión. Al citar el texto directamente, Cutberto parece implicar que su redacción particular era de alguna manera importante, ya sea porque era un poema vernáculo respaldado por un erudito que evidentemente desaprobaba el entretenimiento secular o porque era una cita directa de la última composición original de su maestro.

## Veneración y legado

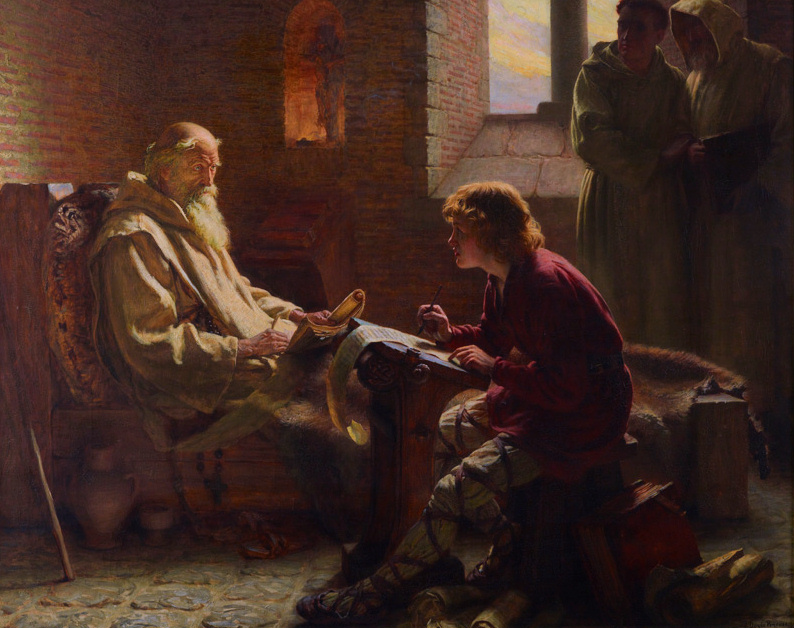
El último capítulo (1902), por James Doyle Penrose, en exhibido en la Real Academia de Artes. El cuadro lo muestra terminando en su lecho de muerte su traducción del Evangelio de Juan.

No existe evidencia de su veneración en Inglaterra en el siglo VIII, presuntamente porque murió el día de la fiesta de Agustín de Canterbury (26 de mayo). Tiempo después, cuando ya tenía un culto por los ingleses, era conmemorado al día siguiente de la fiesta de Agustín o su festividad se trasladó al 27 de mayo. Sin embargo, era venerado fuera de Inglaterra, principalmente por los esfuerzos de Bonifacio y Alcuino, quienes promovieron el culto en el continente. Bonifacio escribía mucho a Inglaterra durante sus viajes misioneros solicitando copias de las obras teológicas de Beda. Alcuino, quien fue instruido en la escuela establecida en York por el discípulo Egberto, elogiaba a Beda como un ejemplo a seguir por los monjes y contribuyó decisivamente en la difusión de las obras del venerado a todos sus amigos. El culto era muy presente en la Inglaterra del siglo X durante el renacimiento del monacato y ya en el siglo XIV se había extendido a muchas de las catedrales del país. Wulfstan, obispo de Worcester, era uno de sus devotos y le dedicó una iglesia en 1062, su primer proyecto después de su ordenación episcopal.
Sus reliquias fueron trasladadas de Jarrow a la catedral de Durham alrededor del 1020, donde fueron colocadas en la misma tumba con Cutberto de Lindisfarne. Más tarde, los restos fueron reubicados a un santuario en la capilla Galilea de la catedral en 1370. El santuario fue destruido durante la Reforma anglicana, pero los huesos fueron enterrados nuevamente en la capilla. En 1831 se desenterraron y se inhumaron nuevamente en una otra tumba, que aún permanecen. Clérigos de York, Glastonbury y Fulda aseguraron tener también algunas reliquias.
Su erudición y relevancia para el catolicismo fueron reconocidas en 1899, cuando fue declarado doctor de la Iglesia, el único nacido en Inglaterra. También es el único inglés en la Divina comedia de Dante Alighieri (Par. X, 130-131), mencionado entre los teólogos y doctores de la iglesia en el mismo canto que el hispanovisigodo Isidoro de Sevilla y el escocés Ricardo de San Víctor. Su fiesta fue incluida en el calendario romano general en 1899; le asignaron el 27 de mayo en lugar de la fecha de su muerte, un día antes, que correspondía al papa Gregorio VII. Es venerado tanto en la Iglesia anglicana como en la católica, con el día festivo el 25 de mayo —los católicos cambiaron a esa fecha en 1969—, y en la Iglesia ortodoxa, el 27 de mayo (Βεδέα του Ομολογητού, Vedéa tou Omologitoú). En 2013, poco después de ser elegido papa, Francisco eligió un fragmento de una de sus homilías para su escudo: Miserando atque eligendo («Lo miró con misericordia y lo eligió»).
Empezó a ser conocido como «Beda el Venerable» (en latín, Beda Venerabilis) en el siglo IX por su santidad, concepto no relacionado con el de santidad para la Iglesia católica. Según una leyenda, el epíteto fue dado milagrosamente por ángeles, completando así su epitafio inacabado. Se utilizó por primera vez con su nombre en el siglo IX, cuando fue agrupado con otros llamados «venerables» en dos concilios eclesiásticos en Aquisgrán en el 816 y el 836. Pablo el Diácono se refería a él como «venerable» constantemente. Para el siglo IX y XII, ese nombre se había hecho muy común.
Su reputación como historiador, basada principalmente en la Historia eclesiástica, sigue siendo fuerte; Walter Goffart indicó que Beda «ocupa un lugar privilegiado e inigualable entre los primeros historiadores de la Europa cristiana». Su vida y obra han sido un tema recurrente en el sermón anual de Jarrow, en la Iglesia de San Pablo, desde 1958. En esa ciudad también hay un museo dedicado al santo y otros eventos de la herencia inglesa, en el sitio donde vivió.